# 라비 알아우왈

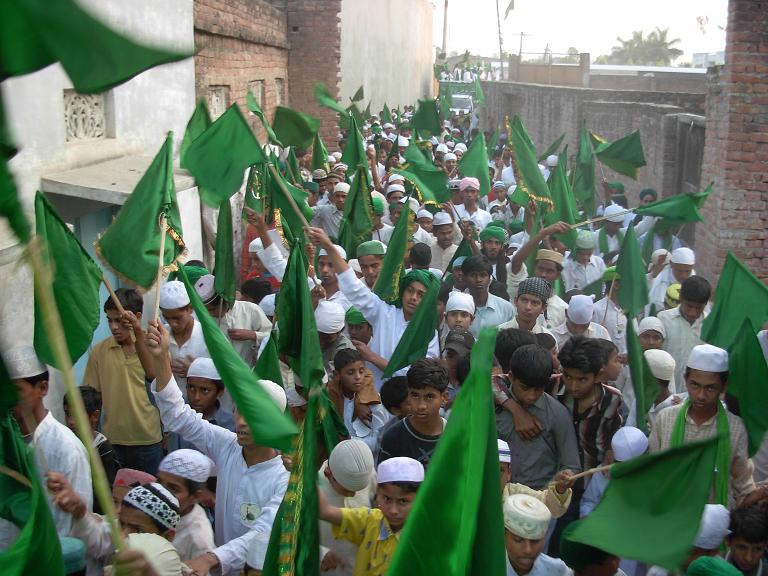

라비 알아우왈(아랍어: ربيع الأوّل)은 이슬람력에서 세 번째 달의 이름이다.

## 시간
| AH   | 첫 날 (CE/AD)    | 마지막 날 (CE/AD) |
| ---- | ---------------- | ----------------- |
| 1439 | 2017년 11월 19일 | 2017년 12월 18일  |
| 1440 | 02018년 11월 9일 | 02018년 12월 7일  |
| 1441 | 2019년 10월 29일 | 2019년 11월 27일  |
| 1442 | 2020년 10월 18일 | 2020년 11월 15일  |
| 1443 | 02021년 10월 7일 | 02021년 11월 5일  |
| 1444 | 2022년 9월 27일  | 2022년 10월 25일  |